# Expedition 67

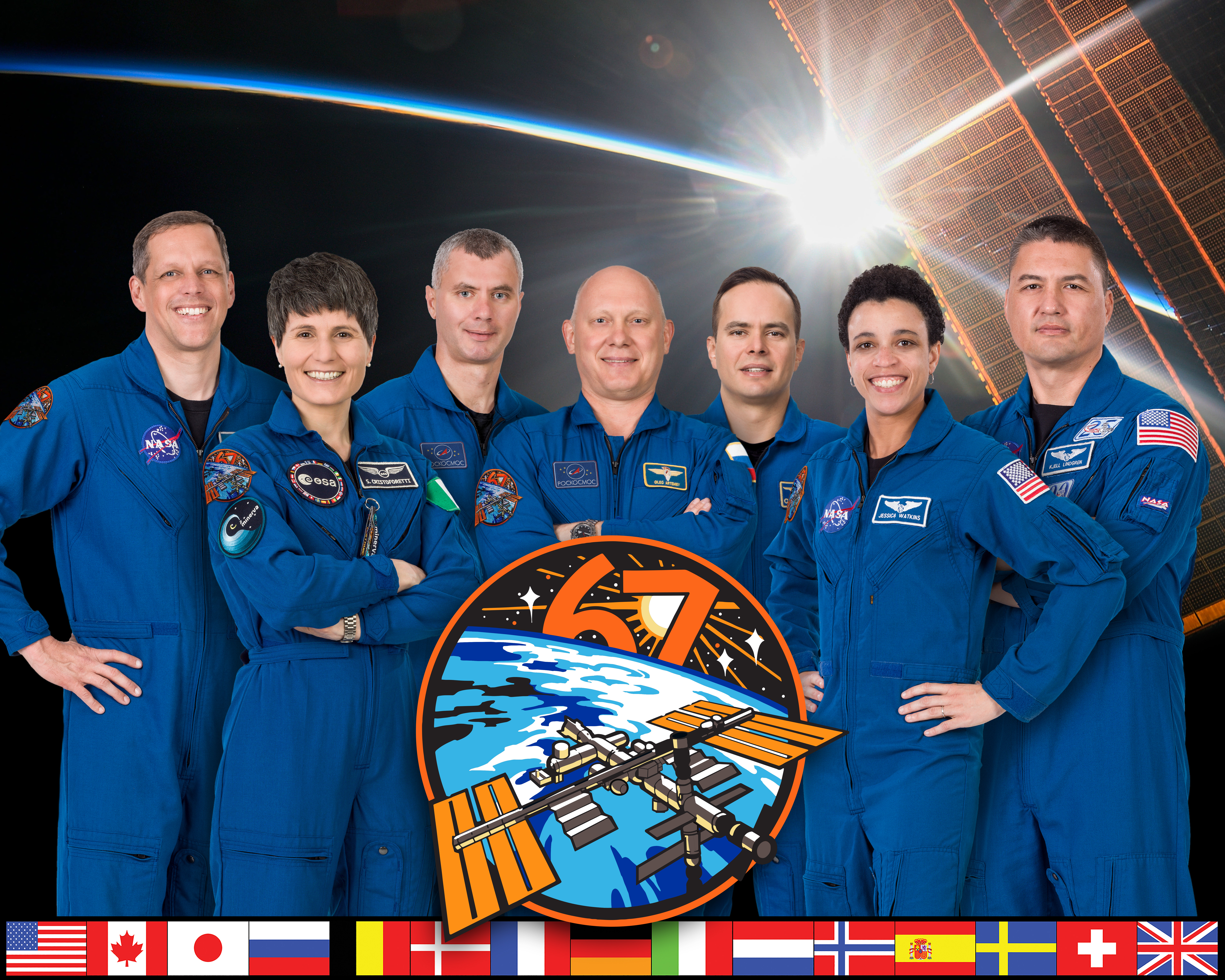
Expedition 67 besättning.

Expedition 67 är den 67:e expeditionen till Internationella rymdstationen (ISS). Expeditionen började den 30 mars 2022 då delar av Expedition 66s besättning återvände till jorden med Sojuz MS-19.
Kjell N. Lindgren, Robert Hines, Samantha Cristoforetti och Jessica Watkins anslöt till expeditionen den 27 april 2022.
Expeditionen avslutades den 29 september 2022 då Sojuz MS-21 lämnade rymdstationen.

## Besättning
| Position     | Första delen (30 mars - 27 april 2022)      | Andra delen (27 april - 5 maj 2022)                | Tredje delen (5 maj - 21 september 2022)           | Fjärde delen (21 - 29 september 2022)              |
| ------------ | ------------------------------------------- | -------------------------------------------------- | -------------------------------------------------- | -------------------------------------------------- |
| Befälhavare  | Thomas Marshburn, NASA Hans tredje rymdfärd | Thomas Marshburn, NASA Hans tredje rymdfärd        | Oleg Artemyev, RSA Hans tredje rymdfärd            | Oleg Artemyev, RSA Hans tredje rymdfärd            |
| Flygingenjör | Oleg Artemyev, RSA Hans tredje rymdfärd     | Oleg Artemyev, RSA Hans tredje rymdfärd            |                                                    | Sergey Prokopyev, RSA Hans andra rymdfärd          |
| Flygingenjör | Denis Matveev, RSA Hans första rymdfärd     | Denis Matveev, RSA Hans första rymdfärd            | Denis Matveev, RSA Hans första rymdfärd            | Denis Matveev, RSA Hans första rymdfärd            |
| Flygingenjör | Sergey Korsakov, RSA Hans första rymdfärd   | Sergey Korsakov, RSA Hans första rymdfärd          | Sergey Korsakov, RSA Hans första rymdfärd          | Sergey Korsakov, RSA Hans första rymdfärd          |
| Flygingenjör | Raja Chari, NASA Hans första rymdfärd       | Raja Chari, NASA Hans första rymdfärd              |                                                    | Dmitry Petelin, RSA Hans första rymdfärd           |
| Flygingenjör | Kayla Barron, NASA Hennes första rymdfärd   | Kayla Barron, NASA Hennes första rymdfärd          |                                                    | Francisco Rubio, NASA Hans första rymdfärd         |
| Flygingenjör | Matthias Maurer, ESA Hans första rymdfärd   | Matthias Maurer, ESA Hans första rymdfärd          |                                                    |                                                    |
| Flygingenjör |                                             | Kjell N. Lindgren, NASA Hans andra rymdfärd        | Kjell N. Lindgren, NASA Hans andra rymdfärd        | Kjell N. Lindgren, NASA Hans andra rymdfärd        |
| Flygingenjör |                                             | Robert Hines, NASA Hans första rymdfärd            | Robert Hines, NASA Hans första rymdfärd            | Robert Hines, NASA Hans första rymdfärd            |
| Flygingenjör |                                             | Samantha Cristoforetti, NASA Hennes andra rymdfärd | Samantha Cristoforetti, NASA Hennes andra rymdfärd | Samantha Cristoforetti, NASA Hennes andra rymdfärd |
| Flygingenjör |                                             | Jessica Watkins, NASA Hennes första rymdfärd       | Jessica Watkins, NASA Hennes första rymdfärd       | Jessica Watkins, NASA Hennes första rymdfärd       |